# العلاقات التنزانية الكورية الشمالية
العلاقات التنزانية الكورية الشمالية هي العلاقات الثنائية التي تجمع بين تنزانيا وكوريا الشمالية.

## مقارنة بين البلدين
هذه مقارنة عامة ومرجعية للدولتين:
| وجه المقارنة                                              | تنزانيا                        | كوريا الشمالية                        |
| --------------------------------------------------------- | ------------------------------ | ------------------------------------- |
| المساحة (كم2)                                             | 947.30 ألف                     | 120.54 ألف                            |
| عدد السكان (نسمة)                                         | 57.31 مليون                    | 25.49 مليون                           |
| الكثافة السكانية (ن./كم²)                                 | 60.5                           | 211.47                                |
| العاصمة                                                   | دودوما                         | بيونغيانغ                             |
| اللغة الرسمية                                             | اللغة السواحلية، لغة إنجليزية  | لغة كوريا الشمالية القياسية ‏          |
| العملة                                                    | شيلينغ تانزاني                 | وون كوري شمالي                        |
| الناتج المحلي الإجمالي (بليون دولار)                      | 52.09 مليار                    |                                       |
| الناتج المحلي الإجمالي (تعادل القوة الشرائية) بليون دولار | 138.73 مليار                   |                                       |
| الناتج المحلي الإجمالي الاسمي للفرد دولار أمريكي          | 878                            |                                       |
| الناتج المحلي الإجمالي للفرد دولار أمريكي                 | 2.54 ألف                       |                                       |
| مؤشر التنمية البشرية                                      | 0.521                          |                                       |
| رمز المكالمات الدولي                                      | +255                           | +850                                  |
| رمز الإنترنت                                              | .tz                            | .kp                                   |
| المنطقة الزمنية                                           | ت ع م+03:00، توقيت شرق أفريقيا | ت ع م+08:30، ت ع م+08:30، ت ع م+09:00 |

## منظمات دولية مشتركة
يشترك البلدان في عضوية مجموعة من المنظمات الدولية، منها:
| علم المنظمة | اسم المنظمة              | تاريخ انضمام تنزانيا | تاريخ انضمام كوريا الشمالية |
| ----------- | ------------------------ | -------------------- | --------------------------- |
|             | يونسكو                   | 6 مارس 1962          | 18 أكتوبر 1974              |
|             | الاتحاد البريدي العالمي  | ?                    | ?                           |
|             | الأمم المتحدة            | 14 ديسمبر 1961       | 17 سبتمبر 1991              |
|             | الاتحاد الدولي للاتصالات | 31 أكتوبر 1962       | ?                           |

## وصلات خارجية
- موقع وزارة الخارجية التنزانية
- موقع وزارة الخارجية الكورية الشمالية